# Musikal

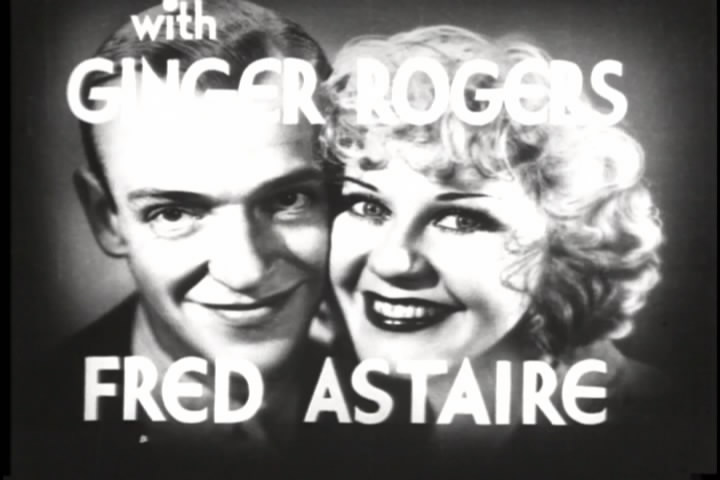
Fred Astaire och Ginger Rogers - två musikalartister

Musikal är en form av modern musikteater. En musikal är en blandning av musik, teater och dans. Begreppet är brett, men avser vanligen någon av de genrer som utvecklades i USA och England under 1900-talets första hälft, eller efterföljare till dessa. Ordet är en förkortning och försvenskning av termen 'musical comedy' (som i den engelskspråkiga världen numer ersatts av 'musical theatre', eller bara 'musical'). I den engelskspråkiga världen benämns musikalen ibland som 'english language musical theater'.

## Historia och utveckling

### Bakgrund
Kombinationer av scenkonst i olika former har inträffat åtskilliga gånger i historien. Framföranden som blandat teater med musik, dans; eller spektakel som akrobatik, eldslukeri, pantomim och så vidare kan spåras ända till Dionysosfesterna i Grekland eller renässansens commedia dell'arte, och har alltid varit en av teaterns förutsättningar. De former av renodlad talteater (och "renodlad opera", egentligen den dramatiska operan) som utvecklades 1700- och 1800-talet har alltid existerat parallellt med en uttrycksmässigt mer blandad typ av scenkonst.

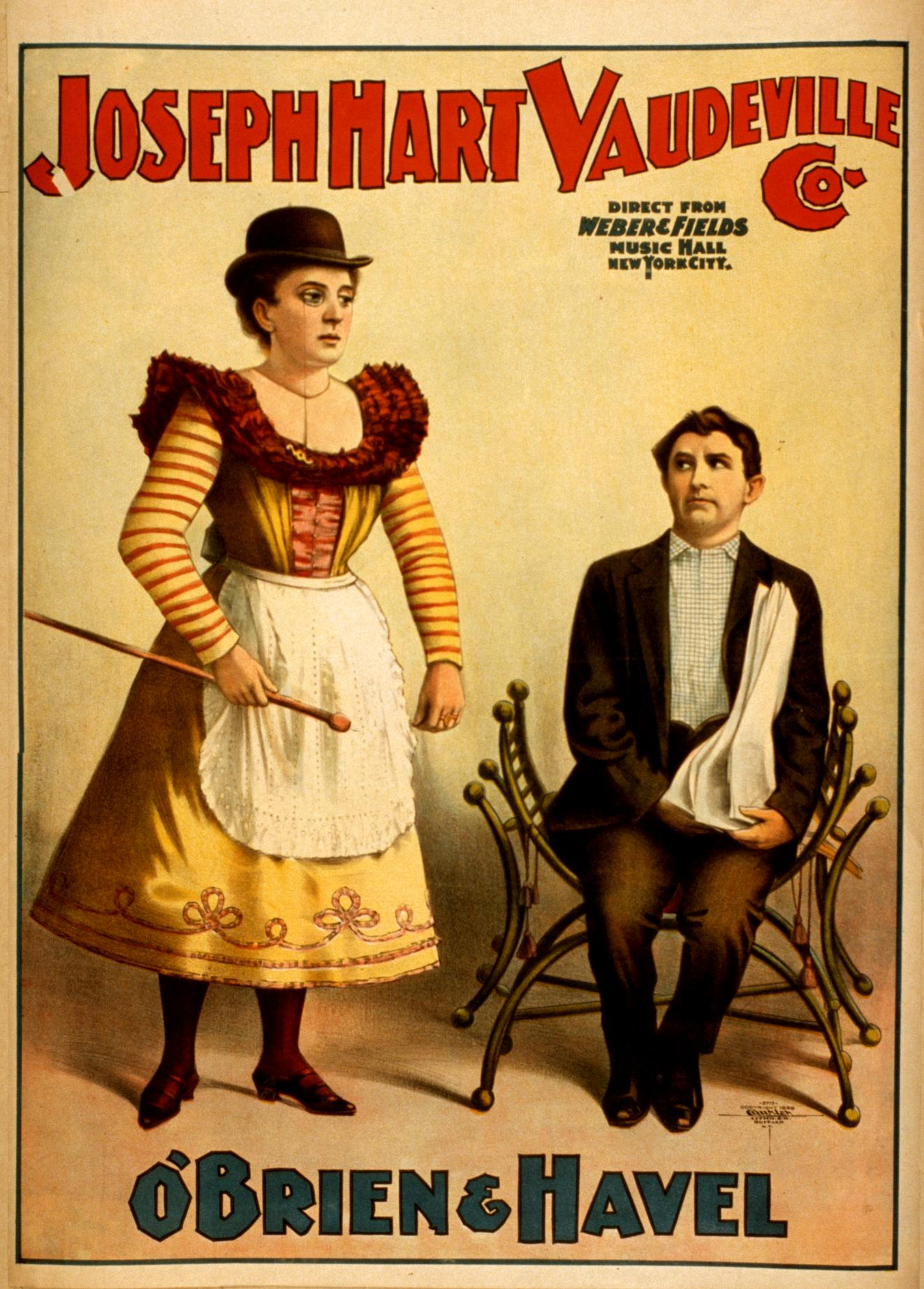
Affisch för en vaudeville-föreställning 1899.

Grenbildningen mellan komisk och dramatisk opera (hårdraget opera med eller utan tal; med eller utan inslag av andra scenkonster) under 1800-talet var den första impulsen till den moderna musikalen.

#### Utveckling i USA
Den amerikanska teatern var under denna tid, i likhet med samhället i stort, på jakt efter en egen kulturell identitet; och i likhet med vad som skedde i samhället i övrigt, verkade den stå den att finna i blandningar av influenser från olika kulturer (huvudsakligen europeiska). Den scenen var en brokig blandning av allt ifrån vaudeville, den brittiska varietén (music hall), den franska revyn, och så vidare. Dess olika inslag innefattade sketcher, slapstick, steppdans, cirkuskonster och fransk can-can. Varianter av dessa bildade nya "amerikanska former", som var föregångare till musikalen, exempelvis:
- Burlesker
- Extravaganzer
- Minstrel shower

#### De första musikalerna
Det var dessa olika former av scenkonst som nu fann sin väg in i den amerikanska teatern. Verk som The Black Crook (1866) vävde in "amerikanska" teaterelement med romantiska och komiska handlingar och musiknummer – i den komiska operans tradition, men med ett nytt innehåll. Den anglosaxiska musikteatern skapades under inverkan av regissörer och producenter som bröderna Lee och Jacob Shubert. Under sekelskiftet och perioden där omkring spelades flera av dessa "ur-musikaler" på den nya teatergatan Broadway i New York. Föreställningarnas undertitlar, eller marknadsföringsetiketter, var lika varierande som ursprunget: de kallades revyer, operor, melodramer, burlesker, extravaganser eller pantomimer. Beteckningen "musical comedy" användes för första gången i London på 1890-talet, och började strax användas också i New York.

#### Europeiska motsvarigheter

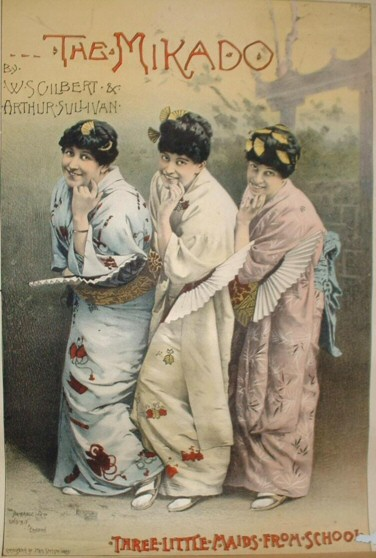
Affisch för Gilbert & Sullivans Mikadon (1885).

Medan nya former uppstod i Amerika, utvecklades de gamla i Europa.
Några som i högsta grad påverkat utvecklingen av musikalen var britterna William Gilbert och Arthur Sullivan. Med bakgrunder som journalist och satiriker, respektive konservatorieutbildad tonsättare kan de sägas ha satt en ny hantverksmässig standard för den engelskspråkiga musikteatern. De kom in på teaterskrivandet med hobbyprojektet Thespis (1871), en fars med grekisk mytologi som utgångspunkt, och fick sedan stora framgångar med en följd av operetter, som Trial By Jury (1875), The Sorcerer (1877), H.M.S. Pinafore (1878) och inte minst The Pirates of Penzance (1880), som alla snabbt exporterades till amerikanska scener. Gilbert & Sullivans pjäser var farser med inslag av förväxlingar, romantiska förvecklingar och parodier på stelbenta och inkompetenta samhällsinstitutioner, teman som alla känns igen från moderna komedifilmer. Sångtexterna var mycket tätare och strukturerade än tidigare libretton, ofta ironiska, och fulla av avancerad rim- och betoningsteknik. De ställde stora krav på sångarnas textningsförmåga.

### 1910-talet

#### Musikalformatet etableras
I början av 1900-talet utvecklades den musik, som kommit att bli mest förknippad med musikalen: den så kallade amerikanska sångskrivartraditionen. Grunden för den lades av vaudeville-skådespelaren, dansaren, sångaren och kompositören George M Cohan. Han influerades formmässigt av Gilbert och Sullivan, och betonade förhållandet mellan text och musik mer än förut. Musiken stod nära ragtimen, den fortfarande mycket populära romanssången, och den begynnande jazzen.
Formen var koncis och medryckande typ av sånger, som lade stor vikt vid refrängens olika "catchlines", betoningsförändringar mellan fraserna och den tydliga synkoperade rytmen. Cohan introducerade också en ny låtstruktur, med en refräng på trettiotvå takter (AABA, eller showtune-formen).
En annan inflytelserik kompositör var Victor Herbert, irländsk dirigent och grundare av ASCAP. Herbert eftersökte en större konstnärlig enhet i sina verk, och protesterade mot producenternas tendens att "lägga in" nummer och musik som inte auktoriserats av kompositören i föreställningarna. Först 1924 lyckades ASCAP driva igenom avtal som förhindrade detta.
Formen med mot välgjorda melodier med tydlig rytm mot precisa, avvägda sångtexter utvecklades ytterligare av den före detta repetitionspianisten Jerome Kern under 20-talet. Han gjorde flera framgångsrika produktioner för The Princess Theatre, tillsammans med librettisten Guy Bolton och den brittiske komediförfattaren P G Wodehouse, bland annat Very Good Eddie (1915), Oh Boy! (1917) och Oh, Lady! Lady! (1918).
"Princessgruppens" föreställningar var alla komedier med utarbetad handling i vardagsnära miljöer för publiken. Samtidigt spelades revyer som Ziegfeld Follies till musik av Irving Berlin, en av den amerikanska populärmusikens största namn. Berlin var mest intresserad av att skriva enskilda sånger, och gjorde bara några få scenmusikaler i sitt liv, bland dem Annie Get Your Gun (1946), efter ett inhopp när Kern hastigt avlidit. Däremot bidrog han med sånger till flera filmmusikaler, som titelmelodin till White Christmas (1945). Den blev oväntat hans mest kända sång.
USA:s intåg i första världskriget 1917 behandlades i flera musikaler. Fonografrullar med patriotiska sånger som You're a Grand Old Flag av George M Cohan (som bland annat citerar The Star-Spangled Banner och Auld Lang Syne) skickades över Atlanten för att stärka moralen på fronten. För den amerikanska teatern blev spanska sjukan ett större gissel än kriget. Eftersom teatrarna kunde sprida smittan tvingades många av dem att stänga. Den brittiska teaterbranschen var dock slagen i spillror efter kriget, och de kommande åren fick amerikanerna ta de fortsatta initiativen för musikalen.

### 1920- och 1930-talen
Under mellankrigstidens ekonomiska tillväxt följde en nystart för musikteatern. New York hade blivit en av världens ledande kulturstäder, och den amerikanska teatern kretsade nästan helt och hållet kring Broadway. Manhattan befolkades snabbt av nya strömmar av artister och kulturarbetare, men konkurrensen var hård och de nya musikalförfattarna var tvungna att arbeta på en hög teknisk nivå. För många tog det åratal att etablera sig i branschen.
Bröderna Ira och George Gershwin startade som frilansjournalist respektive repetitionspianist, men fick till slut möjlighet att sätta upp sina egna musikaler där Ira skrev texten och George musiken: bådadera fulla av intrikata förvrängningar och behandlingar av ord och rytm. Deras egna verk inkluderade Lady Be Good (1924), Funny Face (1927), Girl Crazy (1929), och Of Thee I Sing (1931). Den sistnämnda vann som första musikal Pulitzerpriset i drama. Sångerna från deras tidiga musikaler inkluderar standards som I Got Rhythm och Let's Call the Whole Thing Off.

#### Steg mot dramatik
Musikalerna från denna tidpunkt visar på hantverksskicklighet och sofistikation i musikens relation till handlingen, sångtextens textuella betydelse, och flödet mellan sång, tal och musikunderstöd, vilket också oundvikligen försköt ämnesvalen mot dramat, som i Rodgers och Harts Dearest Enemy, vilken (förvisso komiskt) skildrade romansen mellan en brittisk man och en amerikansk kvinna under frihetskriget.
De definitiva milstolparna mot den dramatiska musikalen var dock Jerome Kern och Oscar Hammersteins första samarbete, i dramatiseringen av Edna Ferbers episka roman Teaterbåten (1927) och bröderna Gershwins största och slutgiltiga avstamp i musikteaterns historia: Porgy och Bess (1935). Båda dessa verk visade större djup i handling och karaktärsutveckling än tidigare, båda hade långa dramaturgiska spann med handlingar som sträckte sig över flera år, och båda hade öppna och mångtydiga slutscener. Båda verken kunde dessutom skryta med att vara de första verken där vita upphovsmän och producenter arbetade med en afroamerikansk ensemble. Den afroamerikanska kören i Teaterbåten var dock förbjuden att, i de fall de uppträdde med vita sångare i samma nummer, sjunga samma text eller ens körstämmor. Hammerstein valde att i stället ge den svarta kören en rent kommenterade roll, likt en grekisk kör, medan bröderna Gershwin valde att i stället sätta de svarta helt i centrum, och arbeta med enbart svarta sångare. Båda verken ses vanligen som viktiga steg i utvecklingen mot diskrimineringen i Amerika, samt som milstolpar i musikteatern.

#### De första musikalfilmerna
Musikalfilmen var en naturlig följd av ljudfilmens utveckling i slutet av 1920-talet. Jazzsångaren (1927) slog igenom som första film med synkroniserade ljudsekvenser, vilka mestadels upptogs av Al Jolsons sånginsatser. Filmer som The Broadway Melody (1929), Jazzkungen (1930) implementerade scenmusikalens format fullt ut och blev stora framgångar. Musikalfilmer kom att associeras med avancerad teknik och Technicolor.
Strax blev en typ av musikalfilm stilbildande som byggde på storslagna produktionsnummer med masseffekt, där baletten ofta inte dansade så mycket som bildade geometriska mönster inför kameran. Busby Berkeley var den främste koreografen, som satte sin prägel på filmer som Roman Scandals (1930), 42:a gatan (1933) och Footlight Parade (1933). Under 1930-talet kom den formen att ersättas av en intimare, mer romantisk filmmusikal, där sångerna hade större del i handlingen (se Fred Astaire och Ginger Rogers nedan).
Scenmusikalen Fifty Million Frenchmen (1931) blev omgjord till film, något som snart blev standard för framgångsrika scenmusikaler. Filmatiseringarna har genom historien följt scenoriginalen både mer och mindre troget.

#### Stjärnkultur, fars- och showmusikal
Filmmediets banade väg för nya superstjärnor som Fred Astaire och Ginger Rogers, som kunde göra sig kända både på scenen och vita duken. Stjärnkulturen skapade allt svårare krav på artisterna. Musikaler som skrevs direkt för en viss huvudrollsinnehavare blev normen.
En av dem som utnyttjade detta till max var Cole Porter. Hans musikaler som Gay Divorce (1932), Anything Goes (1934) och Red, Hot and Blue (1936) skapades för skådespelare som Astaire, Ethel Merman och Bob Hope. Dessa var ofta farsartade och nära revyn i stilinriktning. Deras jazzinfluerade musik, stora nummer, och ofta spektakulära, aristokratiska eller luxuösa miljöer skapade den stereotypa bilden av musikalen som varar än idag. Porter var född rik och tillbringade många år i Paris som ung. Hans stora kunskaper om europeisk kultur och etikett gjorde honom populär hos den amerikanska överklassen, men hans frispråkighet och fräcka anslag gav dock en annan dimension åt hans verk. Flera av hans sånger överlever som idag som jazzstandards.

### 1940- och 1950-talen

#### Den integrerade musikalen
Jerome Kerns nya engagemang i Hollywood och Lorenz Harts tilltagande alkoholproblem hade fått Richard Rodgers och Oscar Hammerstein att se sig om efter nya skrivarpartners. Deras första arbete tillsammans var Oklahoma! (1943), baserad på en pjäs av Lynn Riggs. Den var ett stilbrott mot de tidigare revyartade musikalerna och utspelade sig bland enkelt folk, med rasism och fiendskap mellan jordbrukare och kofösare i 1800-talets Oklahoma Territory som biteman. I stället det sedvanliga dansnumren började föreställningen med en ensam man som sjöng en folkmusikinspirerad visa (Oh, What a Beautiful Morning) på scenen. Rodgers och Hammerstein försökte motivera alla dans- och sångnummer i handlingen i stället för att använda standardiserade normer. Oklahoma! blev en enorm hit och modellen för alla senare musikaler.
Från och med nu skulle musikaler skapas efter hur sång- och dansnummer kunde integreras i handlingen och föra historien vidare. Stillastående nummer blev blasé, och den nya formen föranledde intimare samarbeten mellan manus- och sångtextförfattare, kompositörer och koreografer. Leonard Bernstein, Jerome Robbins, Betty Comden och Adoph Green skapade en av de första integrerade musikalerna i On the Town (1944), en historia om några sjömän på permission i New York, med andra världskriget som mörk bakgrund. Cole Porter gjorde stor comeback i den nya formen med Kiss Me, Kate (1946), en skruvad modernisering av Shakespeares Så tuktas en argbigga.
Integrationen mellan musik och handling var det som gjorde den amerikanska musikteatern unik, och kom att dominera den i över 30 år framåt. Rodgers och Hammerstein blev genrens mest produktiva författare (såväl som producenter och regissörer). Deras verk inkluderar Carousel (1945), South Pacific (1949), The King and I (1951), och The Sound of Music (1959).
Vid sidan av dem etablerade sig flera nya kompositörer. Kurt Weill som emigrerat från nazityskland började skriva verk i den amerikanska stilen, exempelvis One Touch of Venus (1943), fastän nog inget överträffade hans gamla verk Tolvskillingsoperan i popularitet. Den senare hade uppförts med ny engelsk översättning av Marc Blitzstein 1954. Frank Loesser och Abe Burrows skrev gangstermusikalen Guys and Dolls (1950), och Alan Jay Lerner och den österrikiske tonsättaren Frederick Loewe gick samman och skapade musikalerna Brigadoon (1947) och Paint Your Wagon (1951).
Loewe och Lerners viktigaste verk var en bearbetning av George Bernard Shaws kända pjäs om språk- och klassproblematik i 1910-talets England, Pygmalion (egentligen av filmversionen från 1938). Musikalen hette My Fair Lady (1956) och blev en av samtidens största succéer. Huvudrollsinnehavarna Julie Andrews och Rex Harrison, som importerats från West End blev storstjärnor över en natt och musiken, med sånger som I Could Have Danced All Night, blev internationella örhängen.
Leonard Bernstein, Arthur Laurents, Jerome Robbins och en ung Stephen Sondheim skapade 50-talets sista betydelsefulla verk med West Side Story (1957), en innovativ nydramatisering av Shakespeares Romeo och Julia, nu placerad i gängmiljö. West Side Story tog den integrerade musikalen ett steg längre, med knivbråk i form av dans, flytande scenövergångar och återkommande surrealistiska, drömlika inslag. Musikalen prisades snabbt för sin starka musik och koreografi, men blev bara en måttlig publikframgång. En lyckad produktion i London, och en trogen filmatisering av Robert Wise bidrog dock till att göra den känd. Idag är den en av de mest kända och spelade musikalerna.

### 1960- och 1970-talen

#### Tidiga brittiska framgångar
Liksom West Side Story hade flera av musikalens repertoarverk skapats i USA under mitten av 1900-talet, när den amerikanska, integrerade musikalen var norm. Därefter påbörjades ett paradigmskifte som skulle pågå i många år framöver. I analogi med utvecklingen inom musikvärlden skulle fokus under de kommande åren gradvis förflyttas från USA till England och Europa. Samtidigt förändrades även det amerikanska musiklandskapet: fastän jazzen och den traditionella sångskrivartraditionen kunnat samexistera med den tidiga rocken och R&B, fick den till slut ge plats för pop, soul och hårdrock.
Som en föregångare till den brittiska vågen kom några av de första framgångsrika engelska musikalerna på många år. Charles Dickens klassiker Oliver Twist blev Oliver! (1960) i Lionel Barts version, och Leslie Bricusse och Anthony Newley skrev den ironiska Stoppa världen, jag vill hoppa av (1961).

#### Rockmusikalen
De första rockmusikalerna var dock amerikanska. Fyra år efter Beatles första USA-turné kom Your Own Thing (1968), en obskyr bearbetning av Shakespeares Trettondagsafton placerad i ett diskotek. Några månader senare hade Hair (1968) premiär. Den var ett totalt avsteg från den integrerade musikalens principer, utan konkret handling, men med fragment av teman, karaktärer och musik sammanblandade i en "psykedelisk happening". Innehållet var lika kontroversiellt: referenser till hippiekulturen, droger, Vietnamkriget och sexscener. Hair drog dock en stor publik, och följdes av en debatt om rockmusiken skulle utgöra musikalens framtid.
Andrew Lloyd Webber och Tim Rices andra samarbete (det första, musikalen The Likes of Us blev inte uppfört förrän många år senare) var inte en musikal, utan ett "rockoratorium" vid namn Joseph and the Amazing Technicolor Dreamcoat (1968). Det var en halvteatralisk presentation av delar ur första mosebok, uruppförd av gosskören ur en musikskola i London. Stycket fick dock positiva recensioner, och gav Webber och Rice möjlighet att skapa ett skivalbum. Resultatet blev Jesus Christ Superstar (1970), med undertiteln rockopera, en term som The Who använt till albumet Tommy året innan. Jesus Christ Superstar sålde stort i både Europa och USA, och sattes första gången upp teatraliskt på Broadway året efter. The Who och andra band hade gjort "rockoperor" i form av album med vissa berättande drag. Rices och Lloyd Webbers verk skrev däremot med teatern i åtanke, men började som album. Berättartekniken var influerad av den amerikanska musikalen, men strukturen kom från popskivan. Tonen var stiliserad, varje akt var indelad i tydliga nummer, det förekom inga talade scener, och musiken styrde handlingen i stället för att integreras i den. I den meningen stod Rice och Lloyd Webber närmare den europeiska operan än musikalen. Tydligt är dock att de hade fört musikalen närmare den samtida musikindustrin: inte bara musikaliskt utan även marknadsmässigt. Metoden att släppa musiken före scenpremiären, det så kallade konceptalbumet visade sig effektiv även för deras fjärde och sista verk ihop, en cynisk skildring av den argentinske diktatorn Juan Peróns hustru Eva, kallad Evita (1976).
I skuggan av Hair hade även flera amerikaner gripit sig an rockmusikalen. Av en slump hade Stephen Schwartz behandlat Jesu liv i en musikal, skriven samtidigt som "Superstar". Hans version var den mer nedtonade Godspell (1971). Schwartz fortsatte med historiska tema i Pippin (1972), om den Karl den stores första son, Pippin puckelryggen. The Wiz (1975) var en soulinfluerad version av Trollkarlen från Oz, med afrikanamerikansk ensemble. Fastän 50-talets rockabillymusik inte använts i några samtida musikaler utnyttjades den av Jim Jacobs och Warren Casey i Grease (1972), en blandning av parodi och nostalgi som kunde spelas länge tack vare låg budget. Den betydligt mer påkostade filmversionen från 1979 blev en stor framgång.

#### Kris för musikteatern
Den integrerade musikalen levde kvar ett tag parallellt med rockmusikalen. I början av 1960-talet skapades de sista helt traditionella verken i genren, såsom Michael Stewarts och Jerry Hermans Hello Dolly! (1964) eller Isobel Lennarts, Bob Merrills och Jule Stynes Funny Girl (1964). Sheldon Harnick och Jerry Bock hade måttliga framgångar med She Loves Me (1963), en romantisk komedi i regi av Harold Prince, men slog slutgiltigt igenom med Spelman på taket (1964). Den senare var en tragikomisk historia baserad på Sholem Aleichems böcker om Tevye, en judisk mjölkutkörare i det gamla tsarryssland. Spelman på Taket var ett av de mest väl utvecklade verken i 1940- och 1950-talets stil, med tvära kast mellan humor och dramatik, interpolerade fantasisekvenser och karaktärer vars allmänmänskliga problem och känslor förmedlas via musik.
I slutet av 1960-talet började dock saker förändras. Varken musikaler eller musikalmusik hade någon naturlig plats i den nya populärkulturen, och utvecklingen inom skivbranschen, film och TV gick en annan väg än teaterns. Nya musikaler möttes med knappa publiksiffror, och skådespelare, regissörer, kompositörer och författare med flera framgångar bakom sig fann sig i det ena förlustprojektet efter det andra. Legendariska floppar inkluderar Jule Stynes Darling of the Day (1968) och 1600 Pennsylvania Avenue (1974) av Leonard Bernstein och Alan Jay Lerner, som tvingades stänga efter bara ett fåtal föreställningar. I England skapade Andrew Lloyd Webber och dramatikern Alan Ayckbourn en traditionell musikal efter musikalveteranen P.G. Wodehouse böcker, men trots författarens välsignelser blev Jeeves (1975) ett publikfiasko.

#### Konceptmusikalen
Medan pop och kommersiell skivproduktion hade blivit en del av musikalbranschen i Europa, verkade den amerikanska musikalens stilar och sceniska uttrycksmedel inte gångbara i den breda popfåran. De nya amerikanska musikalerna tog i stället en smalare inriktning. Ett förstadium till den nya formen var Fred Ebb och John Kanders Cabaret (1966), baserad på Christopher Isherwoods ögonvittnesskildring av nazisternas maktövertagande i Tyskland. Som namnet antyder tog Cabaret influenser från europeisk krogunderhållning, och lät en vitsminkad (dödskalle- eller mimliknande) konferencier presentera tidens stämningar och händelser genom stiliserade nummer, medan själva handlingen berättades med traditionell musikalsång. De fräcka sångnumren, som framförs på kabaréscenen på scenen, har gjort musikalen till en av de mest populära, vilka också verkar bli fräckare och mer erotiska i varje nyuppsättning[källa behövs].
Kander och Ebbs nästa verk Chicago (1975) följde samma trend, och använde stiliserade nummer, brott mot den fjärde väggen och distanseringar i en satir över korrupta rättegångar och mediahysteri i 1920-talets USA. Den som främst satte sin prägel på musikalen var Bob Fosse, som såväl regisserade och koreograferade som skrev manuset, i samarbete med Ebb.
Kompositören och textförfattaren Stephen Sondheim hade efter debuten med West Side Story arbetat på ett antal mindre projekt, bland annat En kul grej hände på vägen till Forum (1962), en bearbetning av en klassisk romersk fars, samt Anyone Can Whistle (1964), ett satiririskt drama som bara överlevde 9 föreställningar på Broadway. I samarbete med Harold Prince och den innovative koreografen Michael Bennett skapade han Company (1970), som kretsade kring en ung mans tankar kring äktenskap och relationer. Company fullföljde idén med konceptmusikalen och var byggd runt ett tema, snarare än en dramatisk konflikt. Karaktärer, handling, sångnummer, koreografi och scenografi byggdes upp för att problematisera idéer om äktenskap och samlevnad. Company blev en stor kritisk framgång, och Sondheim och Hal Prince fortsatte med att skapa en mängd innovativa musikaler: Follies (1971) om en bitter återförening av gamla Broadwaystjärnor, Pacific Overtures (1976) om moderniseringen av det post-koloniala Japan, samt Merrily We Roll Along (1981) om dilemmat i valet vänskap och ambition. Michael Bennett utvecklade konceptmusikalens idéer med stor framgång i verk som A Chorus Line (1975) och Dreamgirls (1981).

#### Andra "postmoderna" musikaler
Sondheim och Prince skapade även två musikaler med relativt traditionell handling. Deras bearbetning av Ingmar Bergmans film Sommarnattens leende (1973) blandade filmens handling och komik med en mer tematisk behandling av filmens frågor om åldrande och passion. Även deras mest kända verk tillsammans, Sweeney Todd (1979) följde en traditionell handling, men var annars ett mycket okonventionellt verk. Den var baserad på en gammal viktoriansk skräckfigur, barberaren och massmördaren Sweeney Todd i London, men i Sondheims och Princes bearbetning förvandlades den platta diaboliska huvudpersonen till en komplex antihjälte, i en cynisk kamp mellan kärlek, hat och materialism. Sondheims musik hade en komplexitet som många jämförde med operans, och Sweeney Todd kom senare att uppföras av operett och operainstitutioner. De finansiella framgångarna lät dock vänta på sig, och originalproduktionen gick med förlust. Många tog detta som ett tecken på att musikalen splittrats i en populär och en konstnärlig fåra, jämförbar med splittringen mellan populärmusik och konstmusik.

### 1980- och 1990-talen

#### Megamusikalen
Fastän europeiska musikaler varit betydligt mer inriktade mot samtida popmusik än de amerikanska, tog flera européer inspiration från modellen med konceptmusikalen. Tim Rices och Lloyd Webbers Evita hade haft konceptuella drag, men det fulla steget över togs i Lloyd Webbers nästa verk Cats (1981). Verket byggdes på befintliga texter av T.S. Eliot och påminde nästan mer om en konsert än om en musikal. Varje nummer dramatiserade någon av de olika dikterna eller karaktärerna ur Eliots mystiska barnpoem De knepiga katternas bok. Cats använde sig av spektakulär dekor, koreografi och scenteknik, och blev stilbildande för den europeiska "megamusikalen", en högbudgetproduktion med kommersiellt lanserad musik. Webbers musikaliska influenser inkluderade allt från pop till Puccini, och kritiken var mycket kluven. Musikalen blev dock en kommersiell succé och flyttades följande år till Broadway. Ett tecken på kommersialiseringen var det rättighetsförfarande Webber och Macintosh etablerade, med s.k. replica-uppsättningar: nya produktioner av musikalen skulle vara exakta kopior, där hela produktionskonceptet såväl som pjäs och musik skulle köpas och rättighetsinnehavarnas representanter gavs rätt att godkänna såväl artister som teaterlokal och teknisk utrustning.
Claude-Michel Schönberg och Alain Boublil skapade den första stora franska musikalen i Les Miserables (1980), en dramatisering a Victor Hugos roman med musik i samtida popstil. Producenten bakom Cats, Cameron Mackintosh, gjorde om den till en påkostad megamusikal för West End, i samproduktion med Royal Shakespeare Company och regi av Trevor Nunn. Hans version förflyttades till Broadway 1987, och replikerades snart i många andra delar av världen. Till skillnad från Cats vann den även starka kritiska framgångar i USA, och vissa påpekade släktskapen med den traditionella europeiska operetten, en form som legat i träda i decennier.
Tim Rice tog upp konceptuella idéer i sitt nästa projekt Chess (1986), en musikal där kalla krigets spänningar mellan öst och väst speglades i en internationell schackturnering. Han sammanfördes med kompositörerna Benny Andersson och Björn Ulvaeus, och samarbetet inleddes i likhet med Evita med ett konceptalbum, som producerades i Sverige. Albumet blev en stor radio- och försäljningsframgång, men visade sig svår att överföra till scenen. Regissören Michael Bennett hade planerat musikalen som en storskalig "multimediaproduktion", men blev plötsligt svårt sjuk och tvingades lämna föreställningen i en fragmentarisk form. Produktionen räddades av Trevor Nunn, men blev bara en måttlig framgång.
Den slutgiltiga megamusikalen kom dock i och med Lloyd Webbers The Phantom of the Opera (1986), en klassisk skräckromantisk roman av Gaston Leroux, bearbetad till en av världens mest påkostade iscensättningar, inklusive specialeffekter med fallande ljuskronor och underjordiska sjöar. Sättningen gav Lloyd Webber möjlighet att blanda in ett antal pastischer på klassisk europeisk operett. "Fantomens" tydligaste kännemärke var dock den massiva marknadsföringen, med TV-kampanjer, souvenirprodukter, och replikerade fantomenmasker. Det kritiska mottagandet var minst sagt svalt, medan publiktillströmningen var enorm, och musikalen fortsatte att spelas i år efter år med enorma intäkter.

#### Broadway i bakvattnet
I och med megamusikalens utveckling hamnade Broadway definitivt i kölvattnet. Den gamla Broadwaymusikalen levde kvar som ett amerikanskt stilideal, men de framgångsrika, nya produktionerna blev färre, och den marginaliserade musikstilen/musikalformen fick ofta berätta en historia som var antingen nostalgisk, sagolik eller tillbakablickande: Annie (Charles Strouse-Martin Charnin 1977), Little Shop of Horrors (Alan Menken-Howard Ashman 1982), La Cage Aux Folles (Jerry Herman 1983), Into the Woods (Stephen Sondheim 1987), Ragtime (Lynn Ahrens & Stephen Flaherty 1996). Andra framgångar, som än tydligare uttryckte nostalgi, var Broadways allt tätare nyuppsättningar, revivals, av klassiska musikaler. Uppsättningarna av till exempel Anything Goes 1987 och Guys and Dolls 1992 förde tillbaka dessa verk i standardrepertoaren. Andra verk kom tillbaka i starkt omarbetad form (s.k. "revisals"), till exempel Funny Face (1927) som My One and Only (1983) och Girl Crazy (1930) som Crazy for You (1992), bägge förstärkta med nummer ur George Gershwins hela sångkatalog. En tredje nostalgiframgång var de scenproduktioner som gjordes av kända musikalfilmer, en trend som började med 42nd Street (1980, efter filmen från 1933)

#### Animerade filmmusikaler
Disney och andra animerade filmmakare använder ofta musikalformen för sina filmproduktioner. Exempel på sådana filmer är: Skönheten och Odjuret, Askungen och Lejonkungen. Många av dessa filmer har sedan gjorts om till uppskattade musikaler.

### 2000-talet
I början av 2000-talet blev det alltmer populärt att göra musikaler med musik från kända popgrupper. Exempel på det är Mamma Mia! (Abba), We will rock you (Queen), All shook up (Elvis) och All you need is love (Beatles). Denna stil kallas ibland “Jukeboxmusikaler”. Popmusiker har också börjat skriva musikaler, till exempel Elton John (Aida).
Ett nytt ansikte på musikalhimlen är Jason Robert Brown som skrivit musikalerna Songs for a new world och Last five years. Han är väldigt omtyckt inom musikalkretsar. Musikalfilmen har också fått en renässans både med scenproduktioner som görs om till film och med nya musikalfilmer.
Den störste amerikanske musikalskaparen idag heter Stephen Sondheim. Han har alltid gått sin egen väg och verkar inte vara intresserad av att bli populär. Trots det stora antalet musikaler han har skrivit, är det få som kan nynna hans sånger. Det är inte heller hans mål att sångerna ska kunna tas ur sitt sammanhang. Han har bara skrivit en enda hitlåt: ”Send in the clowns” från A little night music (byggt på den svenska filmen Sommarnattens leende). Sondheim började som textförfattare till West Side Story men från 1962 och ”A funny way happend on the way to the Forum” skriver han både text och musik. Bland hans musikaler kan nämnas Company (om förhållanden), Sweeny Todd (om en mördande barberare) och Into the Woods (om kända sagofigurer).
Numera finns det få som tar chanser, som med ”Avenue Q” med dockor i rollerna. Annars görs mest musikaler med en grund i sådant som folk känner igen, till exempel kända filmer, klassiska romaner, känd musik eller helt enkelt musikaler som redan gått tusen gånger. Idag finns inte enskilda producenter som satsar på en musikal, utan det är sponsorerna som styr pengarna. Allt oftare får de nya musikalerna börja i en liten skala off-Broadway för att kunna växa sig stora innan man satsar på den större publiken. Ett exempel är Wicked som hade premiär i San Francisco men som sedan blev en stor succé på Broadway.

## Kulturell inverkan
Musikalen har en stark inverkan på alla former av modern musikteater, både i den engelskspråkiga världen och internationellt.

### TV och underhållning
Tv-mediet används ofta för att göra reklam för musikaler och ibland även för att ta fram artister och ge dessa stjärnstatus genom så kallade auditionsprogram. Exempel på dessa är Jakten på Julia och West End Star.

### Amatörproduktioner
Tack vare musikalens ständiga utveckling och stadigt ökande popularitet finns det även en växande skara produktioner som sätter upp musikaler antingen på ren amatörnivå eller som en blandning mellan amatör och proffs där delar av ensemblen är professionella artister. Många teatersällskap sätter upp egna produktioner av stora och välkända musikaler och det finns ett stadigt växande utbud av denna underhållningsform runtom i landet.

## Estetik
Termen musikal kan sägas stå för en dramaform med sång i populär stil som bärande element, ofta också i kombination med dans och talad dialog, oftare melodramatisk eller komisk än tragisk. Den är nära besläktad med opera, operett och vissa former av kabaré och revy. I skriven form består en musikal av dels ett partitur (på engelska score), med noter till sånger, danser och bakgrundsmusik samt stickrepliker; dels ett manus (på engelska book), med repliker, scenanvisningar, sångtexter och sammanfattningar av danssekvenser.
Längden på en musikal kan vara alltifrån fem minuter till flera timmar, även om konventionen idag är ca tre timmars föreställning, vanligen i två akter med en paus på tio till femton minuter. En typisk föreställning innehåller ca 15-20 sångnummer av varierande längd (vanligen 3-5 minuter) plus dialog (ibland med musikbeledsagning, underscoring) och ett antal kortare repriser av tidigare sånger. Sångnumren är ofta kombinerade med en kortare eller längre dans, men vissa musikaler innehåller också längre, helt fristående dansnummer. Ett klassiskt formgrepp är tillfälligt att låta handlingen gå över i ett mer drömliknande eller surrealistiskt tillstånd, som fångas i ett balettnummer (till exempel drömbaletterna i West Side Story och En amerikan i Paris).
Musikalen kännetecknas av att musiknumren infaller på känslomässiga höjdpunkter i handlingen (likt arian i opera - där alltså intensiteten i sångframförandet fås att fylla en dramatisk funktion). Sångtexten skrivs gärna för att passa för sin karaktär och förankring i historien och hjälpa till att driva handlingen framåt. En sång i en musikal vänder sig antingen till en annan karaktär på scenen (som sjungen dialog) eller direkt till publiken (som sjungen monolog) men sången kan också vara diegetisk, d.v.s. föreställa sång också inom handlingens ram. (Det sistnämnda är sällsynt i äldre Broadwaymusikaler men vanligt i filmmusikaler som Cabaret och Victor/Victoria, vars alla sångnummer är självmedvetna shownummer.) Sång i musikal framställer alltså rollfigurer som tror att de talar, tror att de tänker eller vet att de faktiskt sjunger.
Det finns gott om undantag från dessa konventioner, till exempel finns det musikaler som saknar dans, saknar talad dialog (som Cats) eller är experimentella på annat sätt (som Assassins eller andra musikaler av Stephen Sondheim).

## Kända musikalartister i Sverige
Sverige har många musikalartister som gjort stor succé även på stora scener i Broadway och West End. Peter Jöback tillhör väl de mer kända och han har nyligen varit Fantomen i Fantomen på Operan i både London och New York samt fyllt stora arenor med sina I Love Musical shower.
- Anders Ekborg
- Carl Dyall
- David Lindgren
- Fred Johanson
- Gunilla Backman
- Hanna Hedlund
- Hanna Lindblad
- Helen Sjöholm
- Jan Malmsjö
- Kim Sulocki
- Lisette Pagler
- Niklas Andersson
- Pernilla Wahlgren
- Peter Johansson (artist)
- Peter Jöback
- Rennie Mirro
- Petra Nielsen
- Sophie Yukawa
- Tommy Körberg